# Culture à la Martinique

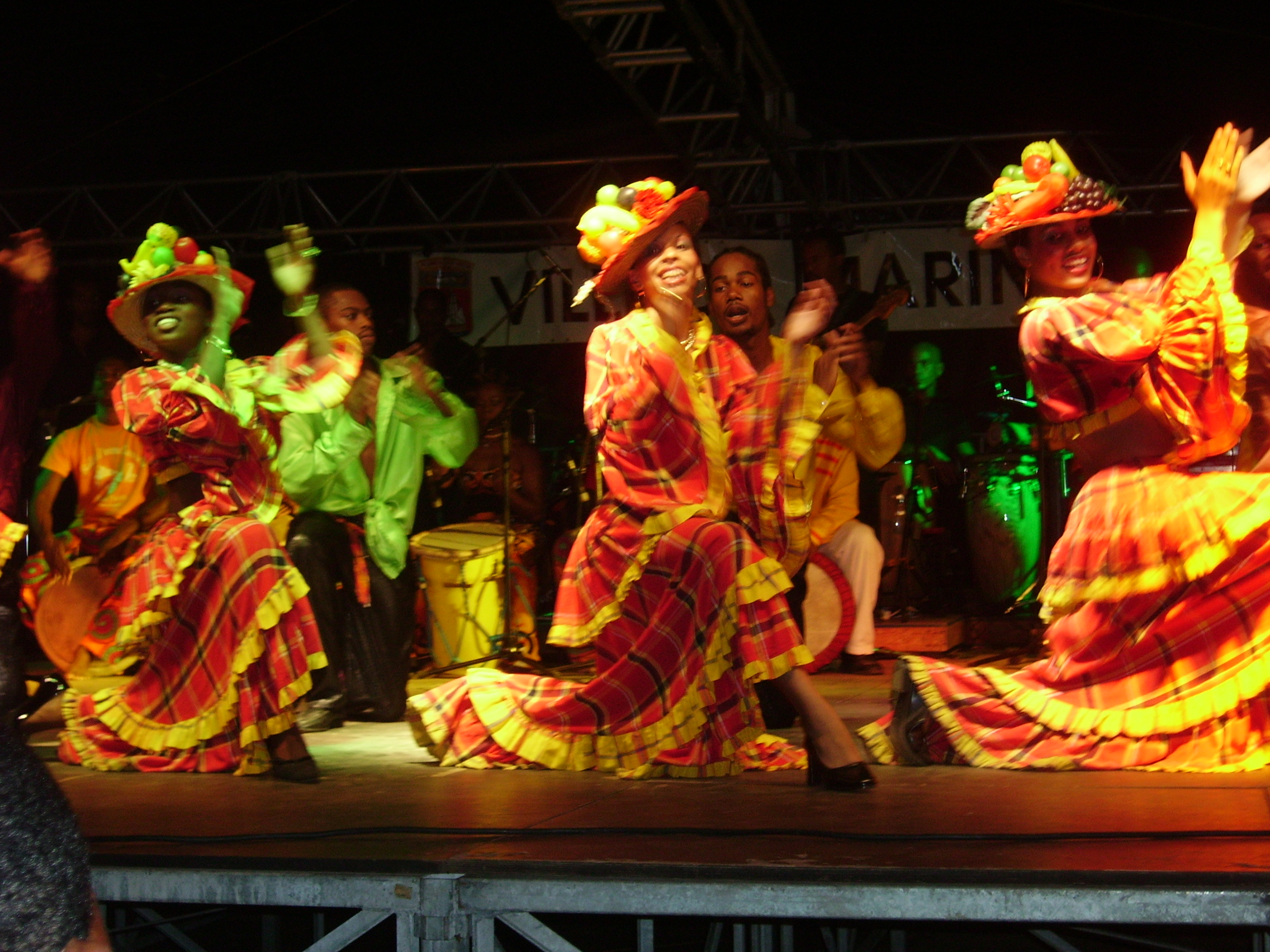
Costumes de carnaval martiniquais.

La culture martiniquaise se caractérise par la diversité des pratiques culturelles de ses habitants (400 000, estimation 2018).
La culture de la Martinique est issue du mélange des différentes cultures qui la composent : culture africaine, culture indienne, culture sud-américaine, culture syro-libanaise. Ces influences se sont combinées avec la culture européenne.
Aujourd'hui, avec la mondialisation croissante, ces mélanges se font de plus en plus présents dans les domaines artistiques comme le théâtre, la musique, la cuisine, le cinéma, la littérature.

## Langues et populations
- Langues en Martinique
- Créole martiniquais
- Population d'origine métropolitaine dans la France d'outre-mer

## Religions
- Quimbois, Animisme
- Hindouisme en Martinique (5 %)
- Christianisme catholique (90 %) : Conférence épiscopale des Antilles,  Province ecclésiastique des Antilles et de la Guyane (1967)
- Protestantisme
- Bouddhisme[1]
- Judaïsme, Histoire des Juifs aux Caraïbes
- Religions en Martinique[2]
- Religion en Amérique centrale et Caraïbe
- Philippe Delisle, Christianisation et sentiment religieux aux Antilles françaises au xixème siècle : assimilation, survivances africaines, créolisation ?, 2008

## Traditions
- Carnaval de Martinique

### Combats de coqs
La tradition des combats de coqs est très vivace en Martinique, la saison dure de novembre à juillet. Les combats se déroulent dans de petites arènes nommées pitts et font l'objet de paris,.
Des combats entre un serpent et une mangouste sont aussi organisés à l'image des combats de coqs, mais ne font pas l'objet de paris.

## Société
- Société (Martinique)

## Arts de bouche
- Cuisine antillaise

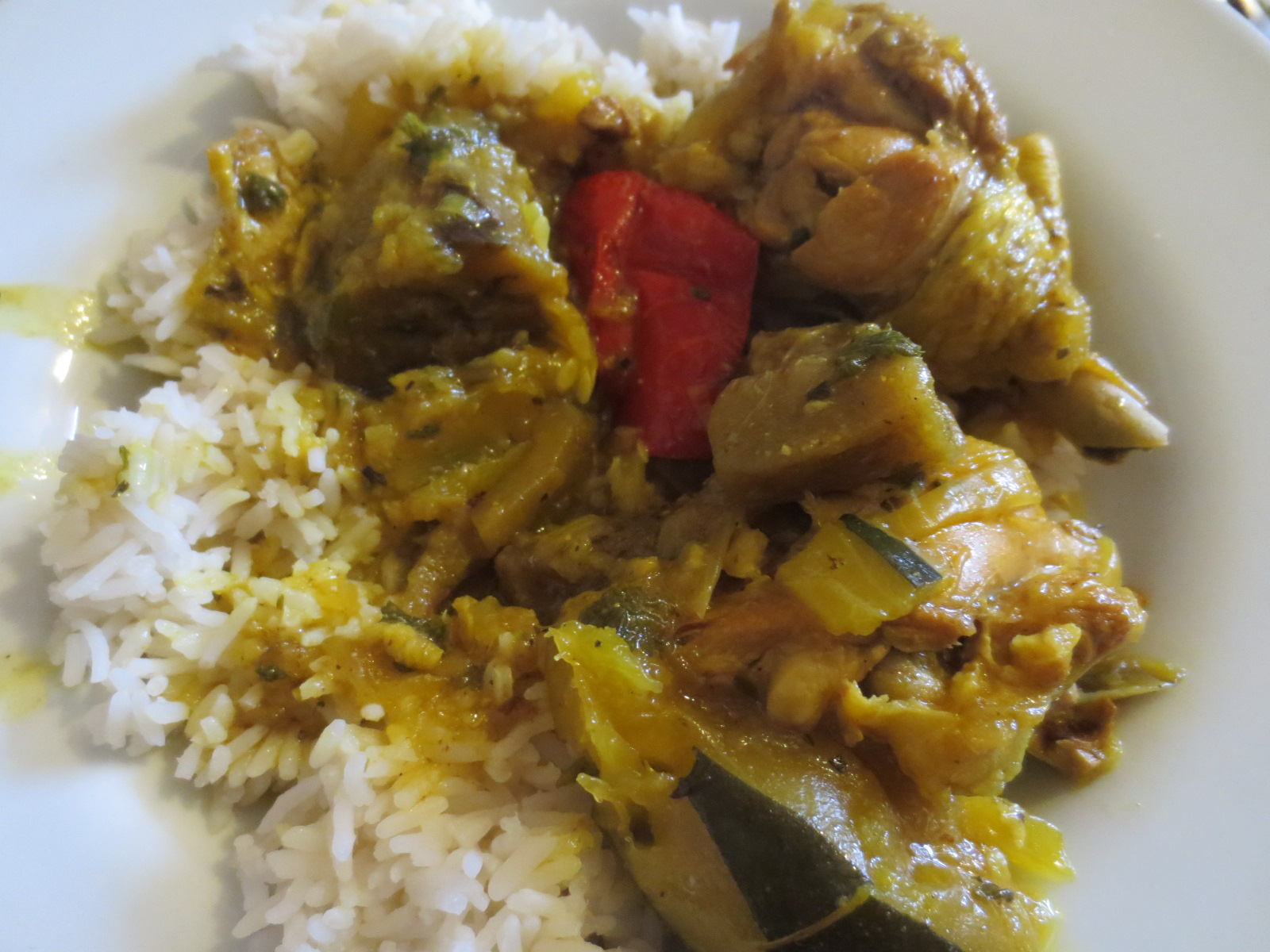
Colombo de poulet.

  - Acras de morue, Christophine farcie, Pain tressé et natté, Boudin créole, Blanc-manger, Colombo (recette), Calalou...
  - Manioc (cassave), fruits de l'Arbre à pain
  - Rhum de Martinique

Les jus de fruits tropicaux sont très nombreux (prunes de Cythère, mangue, corossol, canne à sucre, goyave, tamarin, fruit de la passion, ananas, citron, orange, orange amère, mandarine, carambole, acerola, ou encore groseille pays). 
Le chocolat est une boisson consommée socialement, avec des déclinaisons comme le dlo kako (chocolat à l'eau) et surtout le « chocolat de première communion » (ou chocolat martiniquais), qui est consommé avec le Pain au Beurre martiniquais. 
Le mabi, ou mauby (en), est une macération d'écorces (notamment de Colubrina elliptica (en)) héritée des Indiens Caraïbes.

## Artisanats

### Poterie
Les nombreux gisements d'argile ont été utilisés par les amérindiens dès leur arrivée à la Martinique. Le "Canari, le "Coco-neg" ou le "Tesson", des ustensiles de cuisine encore fabriqués aujourd'hui, grâce à la technique du Colombin, sont les héritiers de cette tradition des Arawaks.
Avec la colonisation, une véritable industrie se développe. Ce ne sont plus seulement les objets du quotidien qu'il faut fabriquer, mais des moules pour l'industrie sucrière, des briques et les tuiles rondes qui couvrent les toits de la Martinique. Aux Trois-Îlets, une poterie du 17e siècle est encore en activité.

### Vannerie, tressage, fabrication de corde
Là encore, les techniques de vannerie et de tressage ont leurs origines dans les pratiques des premiers habitants amérindiens. Plusieurs plantes locales, souvent des palmiers, servent de matériaux pour des usages variés :
- L’aroman (Ischnosiphon arouma) et le cachibou (Calathea lutea) sont utilisés en vannerie, pour la fabrication de paniers par exemple.
- Le bakwa (Pandanus utilis) et le latanier (Latania lontaroides) sont tressés et assemblés en colimaçon pour fabriquer les chapeaux Bakwa. On reconnait les chapeaux coniques des pêcheurs de ceux arrondis comme des chapeaux-melons des paysans.
- Les fibres des bananiers (genre Musa) permettent de tresser des cordes autrefois utilisées pour amarrer les pirogues ou attacher le bétail.

## Sports
- Cyclisme : Tour de Martinique, Trophée de la Caraïbe
- Football : Football en Martinique
- Surf : Martinique Surf Pro
- Ultra-trail : Transmartinique
- Voile : Transat Bretagne-Martinique, Tour de la Martinique des yoles rondes

## Littérature
- Littérature antillaise
- Bibliothèque Schœlcher

Les courants littéraires et concepts philosophiques de la Martinique :
- Légitime défense : René Ménil, Étienne Léro, Thélus Léro, Jules-Marcel Monnerot. Acte de naissance de la littérature martiniquaise engagée et anti-assimilationniste.
- Négritude : Aimé Césaire.
- Créolité : Patrick Chamoiseau, Raphaël Confiant et Jean Bernabé.
- Antillanité, "Créolisation", littérature-monde, "Tout-Monde" : Édouard Glissant.

### Écrivains et intellectuels martiniquais

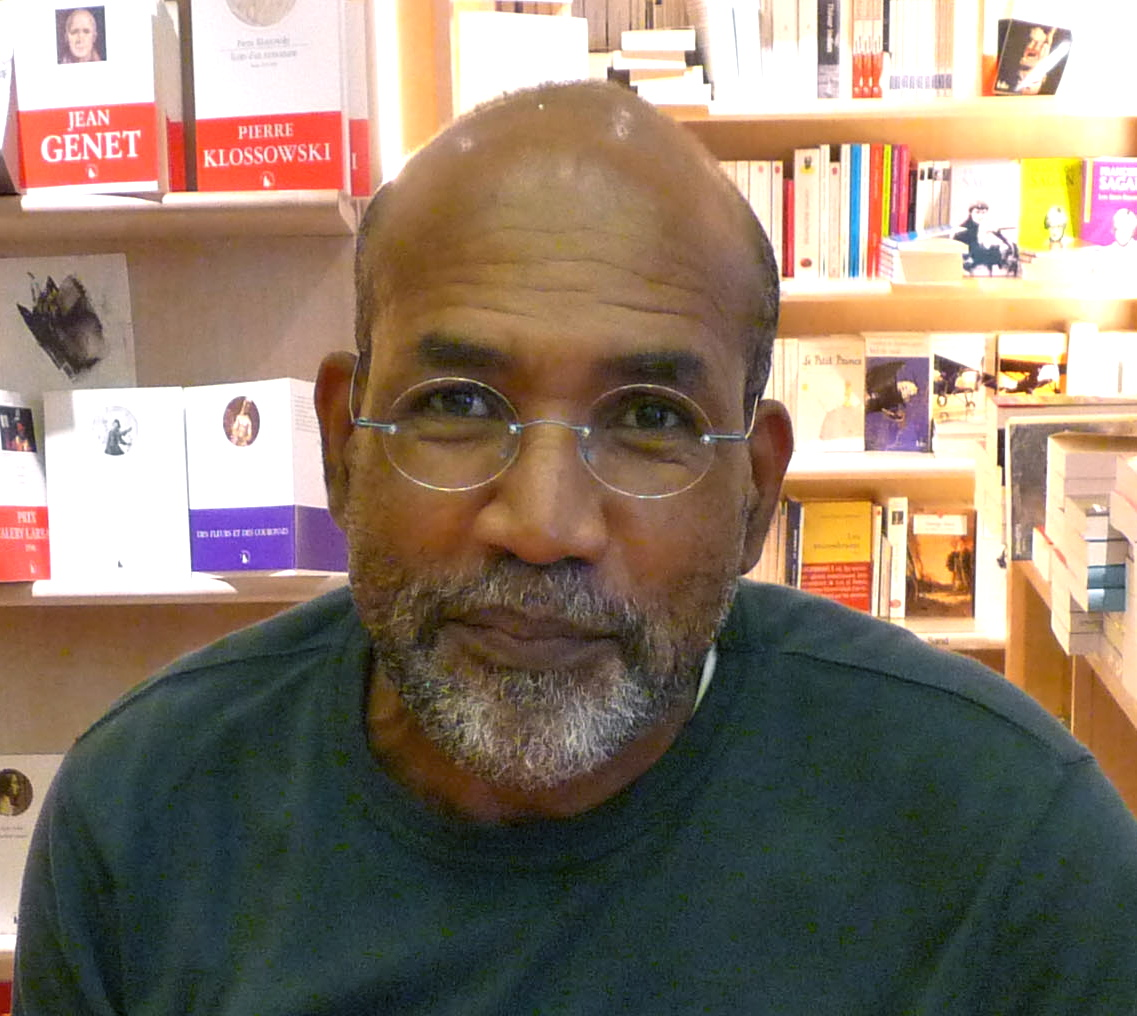
Patrick Chamoiseau (juin 2009)

Liste non exhaustive des principaux romanciers, poètes, dramaturges, essayistes, et sociologues martiniquais :
- Jean Bernabé : Le Bailleur d'étincelle, Le Partage des ancêtres, etc.
- Daniel Boukman : prix Carbet 1992 : Et jusqu'à la dernière pulsation de nos veines, Délivrans, Chants pour hâter la mort du temps des Orphées ou Madinina île esclave
- Roland Brival : prix RFO du livre en 2000 et chevalier des arts et des lettres en 2013 : La Montagne d'ébène, Martinique des Cendres...
- Guy Cabort-Masson : prix Frantz Fanon 1998 : La Mangrove mulâtre, Martinique, comportements et mentalité...
- Nicole Cage-Florentiny : prix Casa de las Américas 1996 (Cuba) pour Arc-en-Ciel, l'espoir, C'est vole que je vole, Dèyè pawol... sé lanmou / Par-delà les mots... l'amour)...
- Aimé Césaire : père du concept de négritude, Cahier d'un retour au pays natal, Discours sur le colonialisme, La Tragédie du roi Christophe...
- Suzanne Césaire : Léo Frobénius et le problème des civilisations, Aurore de la liberté...
- Patrick Chamoiseau : prix Goncourt en 1992 : Texaco, Chronique des sept misères, Une enfance créole...
- Raphaël Confiant : prix Antigone et prix Novembre : Eau de café, Adèle et la Pacotilleuse, La Panse du chacal
- Jean Crusol : Les Antilles Guyane et la Caraïbe : coopération et globalisation, Le tourisme et la Caraïbe, L'enjeu des petites Économies insulaires...
- Camille Darsières : Des origines de la nation martiniquaise, Joseph Lagrosillière, socialiste colonial...
- Édouard de Lépine : Sur la Question dite du Statut de la Martinique, Questions sur l'histoire antillaise : trois essais sur l'abolition, l'assimilation, l'autonomie, Dix semaines qui ébranlèrent la Martinique : 25 mars - 4 juin 1848...
- Tony Delsham : Xavier : Le drame d'un émigré antillais, Papa, est-ce que je peux venir mourir à la maison ?
- Georges Desportes : Les Marches souveraines, Cette île qui est la nôtre, Le Patrimoine martiniquais, souvenirs et réflexions
- Suzanne Dracius : prix de la Société des Poètes français Jacques Raphaël-Leygues en 2010 : Negzagonal et Moun le Sid, Exquise déréliction métisse...
- Frantz Fanon : Peau noire, masques blancs, Les Damnés de la Terre
- Édouard Glissant : prix Renaudot en 1958 : La Lézarde, La Case du commandeur..., finaliste du prix Nobel de littérature en 1992
- Gilbert Gratiant : pionnier de la littérature en langue créole martiniquais : Fab' Compè Zicaque, Poèmes en vers faux, Sel et Sargasses
- Viktor Lazlo : romancière (aussi actrice et chanteuse)
- Étienne Léro : coauteur du manifeste Légitime défense et de la revue Tropique
- André Lucrèce : La pluie de Dieu, Civilisés et énergumènes, Société et modernité
- J. Q. Louison : initiatrice du « réel imaginaire » et poétesse et auteur de la série de romans fantastiques Le Crocodile assassiné, Le Canari brisé et L'Ère du serpent.
- Marcel Manville : prix Frantz Fanon en 1992 : Les Antilles sans fard
- René Maran : prix Goncourt en 1921 : Batouala, Un homme pareil aux autres...
- Georges Mauvois : prix de Casa de las Americas 2004 : Ovando ou Le magicien de Saint-Domingue, Agénor Cacoul, Man Chomil
- René Ménil : Prix Frantz Fanon 1999 : Tracées : identité, négritude, esthétique aux Antilles, Légitime défense, coauteur du manifeste Légitime défense et de la revue Tropique
- Monchoachi : prix Carbet et prix Max-Jacob 2003 : L'Espère-geste, Lakouzémi, Nostrom, Lémistè
- Paulette Nardal : cofondatrice de La Revue du Monde Noir en 1932 et elle est une des inspiratrices du courant littéraire de la négritude
- Xavier Orville : prix Frantz Fanon 1993 : Le Corps absent de Prosper Ventura, Le Parfum des belles de nuit
- Vincent Placoly : prix Frantz Fanon 1991 : Une journée torride, La vie et la mort de Marcel Gonstran, L'eau-de-mort guildive
- Julienne Salvat : Feuillesonge, La lettre d'Avignon...
- Juliette Sméralda : L'Indo-Antillais entre Noirs et Békés, Peau noire cheveu crépu, l'histoire d'une aliénation...
- Louis-Georges Tin : Esclavage et réparations : Comment faire face aux crimes de l'histoire, Stock, 2013
- Joseph Zobel : prix Frantz Fanon 1994 : La Rue Cases-Nègres, Quand la neige aura fondu..., Diab'-là

## Arts visuels

### Peinture
- Le livre collectif La Peinture en Martinique (2008) donne une bonne synthèse du domaine jusqu'en 2008.

### Sculpture
- Cap 110, mémorial de l'esclavage

### Architecture
- Habitation agricole coloniale (Antilles et Guyane)
- Liste d'habitations dans les Antilles françaises
- Lakou, type d'habitat ancien[9]

## Arts de scène

### Musique et danse
- Musique des Antilles françaises, Musique martiniquaise
- Kadans, Bèlè, Tambour bèlè, Biguine (musique et danse)
- Zouk
- Groupes de musique martiniquais
- Musiciens martiniquais
- Danses martiniquaises
- Jenny Alpha (1910-2010)

### Théâtre
- Théâtre de Saint-Pierre
- Aimé Césaire,  Et les chiens se taisaient (1958), La Tragédie du roi Christophe (1963), Une saison au Congo (1966), Une tempête (1969)
- Entretien avec Bérard Bourdon, Pour une histoire du théâtre en Martinique
- Christian Antourel et Alvina Ruprecht, Brève histoire de la critique théâtrale en Martinique et en Guadeloupe, 2010
- Stéphanie Bérard, Théâtres des Antilles : Traditions et scènes contemporaines[10]
- Troupes : L'autre Bord, Julie Maudech, Compagnie Jean Josselin[11]
- Site Gens de la Caraïbe
- (en) Bridget Jones, Paradoxes of French Caribbean Theatre. An annotated Checklist of Dramatic Works: Guadeloupe, Guyane, Martinique from 1900, London, Roehampton Institute, 1997

### Cinéma
- Cinéma caribéen, Liste de films caribéens
- Liste de films tournés en Martinique
- Euzhan Palcy